# クノ真季子
クノ 真季子（くの まきこ、1967年2月21日 - ）は、日本の女優。本名は久野 真紀子（くの まきこ）。群馬県前橋市出身。共立女子短期大学卒業。初期の芸名は久野 翔子（くの しょうこ）、後に久野 真紀子に、2005年よりクノ 真季子に改名。
カクタス所属。当初は円谷プロに所属していた。

## 来歴・人物
身長164cm B84cm・W59cm・H85cm 体重48kg。
高校在学中よりモデルとして活動し、1987年に女優デビュー。
1988年から1994年まで東日本キヨスクのイメージガールを務める。
1994年、写真集『蜜』、Vシネマ『XX ダブルエックス 美しき狩人』でヌードを披露。
1998年、チュンソフトのサウンドノベル『街 〜運命の交差点〜』では知的でミステリアスな美女・日曜日役を演じる。
1998年、ソムリエ（ワインアドバイザー）の資格を取得。

## 出演

### 映画
- 青い山脈'88（1988年、斎藤耕一監督）
- 地獄の警備員（1992年、黒沢清監督） - 主演・成島秋子 役
- ビッグタウンふたりの朝（1993年、東映制作） - 主演・君子 役
- 武闘の帝王 完結編（1995年、祭主恭嗣監督） - 楊明蓮 役
- 冬の河童（1995年、風間志織監督）- 玉子 役
- マリーの獲物（1996年、吉田啓一郎監督） - 主演・真璃(マリー) 役
- 野獣死すべし 復讐篇（1997年、廣西眞人監督） - ヒロイン役
- 火星のカノン（2001年、風間志織監督） - 主演・竹内絹子役
- モウ翔ブ夢ハ見ナイ（2002年、渡辺武監督） - 照美 役
- せかいのおわり（2004年、風間志織監督） - 奥さん役
- 蟲師（2007年、大友克洋監督） - 真火の母役
- SP THE MOTION PICTURE「野望篇」（2010年、波多野貴文監督） - 成瀬弘実 役
- 復讐したい（2016年） - 高橋冬雪 役
- 草の響き（2021年、斎藤久志監督）
- 毒娘（2024年、内藤瑛亮監督） - 山脇秋子 役[1][2]

### テレビドラマ
- 連続テレビ小説（NHK）
  - チョッちゃん（1987年4月 - 10月）- 森川とみ子 役
  - ゲゲゲの女房（2010年4月） - 式場の美容師 役
- 火曜サスペンス劇場（日本テレビ系） 
  - 殺意の証明（1987年11月3日）
  - 六月の花嫁2殺人の債権（1993年6月15日）
  - わが町VIIIOLバラバラ殺人事件、孤独な現代人のSOSが聞こえる（1997年4月1日） - 城北工業大学研究員・片桐美和　役
  - 転勤判事4 旧盆殺人事件・一対の岐阜ちょうちんと扉の閉じられた仏壇はなにを見た（1998年10月13日） - バーのママ・高田真弓　役
  - 監察医・室生亜季子30 震える顔〜白骨死体と水死体の共通の秘密のカギを握る母の忌まわしい過去〜（2001年10月2日） - 元・看護婦　畑中幸代　役
  - 下町・銭湯騒動記2（2003年4月8日） - 佐藤真里 役
- 痛快!ロックンロール通り（1988年1月 - 3月、TBS系）
- 愛はどうだ（1992年4月 - 6月、TBS系）
- 世にも奇妙な物語・第3シリーズ 8月6日放送「見たら最期」（1992年4月 - 9月、フジテレビ系）
- 熱い胸さわぎ「第3章 思い出のリボン」（1992年6月、TBS）
- 愛するということ（1993年3月、TBS）
- 丘の上の向日葵（1993年4月-6月、TBS系）
- 土曜ワイド劇場（テレビ朝日系）
  - 女教師殺し（1995年4月）
  - 真夏のセレクション3「月蝕の館」殺人事件（1996年8月17日）
  - 検事・朝日奈耀子8 ～ （2009年10月31日 ～ ） - 大山サユリ 役（三代目）レギュラー
- ハートにS 第7回「指輪」（1995年4月-9月、フジテレビ）
- 風の刑事・東京発! 第18話（1996年3月、テレビ朝日）
- はみだし刑事情熱系 第10話（1996年12月、テレビ朝日） - 広瀬マキコ 役
- 真・女神転生デビルサマナー（1997年10月-1998年3月、テレビ東京系）
- 金曜エンタテイメント（フジテレビ系）
  - 女弁護士水島由里子の危険な事件ファイルNo.2（1998年5月）
  - おばさんデカ 桜乙女の事件帖6（1998年7月）
  - 「おもろい夫婦事件帖（第0作）」（1999年） ‐ 緑ママ 役
- ウルトラシリーズ
  - ウルトラマンガイア（1998年9月 - 1999年8月、毎日放送=TBS系） - 稲森京子博士　役
  - ウルトラQ dark fantasy 第21話（2004年4月 - 9月、テレビ東京系） - 月の魔人ヘカテ役
- はぐれ刑事純情派 (テレビ朝日 / 東映）
  - 第9シリーズ 第11話「正当防衛!? 未婚の母の甘い罠」（1996年6月19日）
  - 第10シリーズ 第10話「非婚時代の女！仮面夫婦の殺意」（1997年6月4日）
  - 第11シリーズ 第4話「強請られた人妻！夫婦別姓の謎」（1998年4月22日）
  - 第12シリーズ 第18話「無礼な女と自信のない女!謎の三角関係」（1999年7月28日） - 浅井江利子 役
  - 第13シリーズ 第4話「うなぎの味は親子の絆!? 婚約者を売った女」（2000年4月26日） - 水元悠里子 役
  - 第14シリーズ 第15話「東京タワーで待つ女」（2001年7月11日） - 上原真紀 役
  - 第15シリーズ 第24話「安浦刑事の嫁姑戦争!? 殺人逃亡者を愛した女」（2002年9月18日） - 佐久間麻子 役
  - 2003年スペシャル「東京-稚内-礼文島北の最果て宗谷岬、それぞれの旅立ちさよなら、三波主任！」（2003年1月1日） - 夏川暎子 役
  - 第16シリーズ 第7話「悪質商法殺人！安浦刑事を騙した女」（2003年5月14日） - 丸山裕子 役
  - 2004年スペシャル「さよなら林刑事…生きるんだ！東京－熊本－阿蘇山噴火口、安浦刑事決死の潜入大捜査線」（2004年1月1日） - 竹原かおる 役
  - 第17シリーズ 第7話SP「安浦刑事、真夏の夜の大捜査！5つの事件を結んだ3つの家族の点と線」（2004年8月18日） - 篠田陽子 役
  - 2006年スペシャル「帰ってきた安浦刑事 殉職…さらば夏目刑事」（2006年12月30日）- 桧山阿季 役
  - 2009年最終回スペシャル「さよなら安浦刑事！命を懸けた最後の大捜査！福島二本松、岳温泉に消えた、“母と呼べない息子”の連続殺人トリック！人情刑事・安浦、衝撃の過去が明らかに！」（2009年12月26日）- 遠藤恵子 役

- R-17（2001年4月-6月、テレビ朝日系）
- 恋する日曜日（BS-i）
  - 第1シリーズ 第17話「終章A面」、第18話「終章B面」（2003年7月27日、8月3日） - 小川あゆみ 役
  - 第3シリーズ 第18話「県境」（2007年5月5日） - 幸子 役
- 流れ星お銀!事件解決いたします3（2003年8月、TBS・月曜ミステリー劇場）
- 相棒（テレビ朝日）
  - season2 第19話「器物誘拐」（2004年3月3日） - 桐本雅江 役
  - season8 第13話「マジック」（2010年1月27日） - 秋川香奈恵 役
  - season18 第4話「声なき声」（2019年10月30日） - 厚労省過重労働特別対策室長・立花典子 役
  - season20 第18話「詩集を売る女」（2022年3月9日） - 村川陽子 役
- ほんとにあった怖い話 「とり憑かれた入院患者」（2004年） - 小栗裕子
- ああ探偵事務所 第9話（2004年7月-9月、テレビ朝日系） - ゲスト
- 魔弾戦記リュウケンドー（2006年1月-12月、テレビ愛知=テレビ東京系） - 上野佳子 役
- 轟轟戦隊ボウケンジャー 第26話（2006年2月-2007年2月、テレビ朝日系） - 怪女クロリンダ 役
- 月曜ゴールデン（TBS） 
  - ご近所探偵・五月野さつき『殺意の同窓会』（2007年11月19日）
  - ヤメ刑探偵 加賀美塔子2（2012年11月26日） - 大友克子 役
- 吉原炎上（2007年、テレビ朝日）
- その男、副署長〜京都河原町署事件ファイル〜・第2シーズン 第4話（2008年7月、テレビ朝日系）
- ブルドクター 最終話（2011年9月14日、日本テレビ系） - 奥山美里 役
- 水曜ミステリー9（テレビ東京） 
  - さすらい署長 風間昭平9（2012年3月7日） - 半田江里子 役
  - 警視庁強行犯 樋口顕 廉恥（2015年2月25日） - スナックのママ 役
- 京都地検の女 第8シリーズ 第1話（2012年7月5日、テレビ朝日系） - 熊谷雪江 役
- SP〜警視庁警護課III（2013年4月27日、テレビ朝日系・ドラマスペシャル） - 大島糸子 役
- 大岡越前 最終話（2014年1月24日、NHK BSプレミアム） - おかん 役
- ビンタ!〜弁護士事務員ミノワが愛で解決します〜 第1話（2014年10月2日、読売テレビ=日本テレビ系） - 中園まゆみ 役
- 闇の伴走者 第2話・第4話（2015年4月18日・5月2日、WOWOW） - 森田の妻 役[3]
- 最強のふたり〜京都府警 特別捜査班〜 最終話（2015年9月10日、テレビ朝日） - 継原佐和子 役
- dele（2018年） - 真柴美紗子 役
- ブラックスキャンダル（2018年） - 藤崎雅美 役
- 青のSP―学校内警察・嶋田隆平―（2021年） - 大林優也の母 役
- ブラックポストマン（2023年） - 高野絵里子 役
- 明日、私は誰かのカノジョ Season2（2023年）
- 警部補ダイマジン（2023年） - 須田晃子 役

### オリジナルビデオ
- 俺達は天使じゃない1,2（1993年、ケイエスエス）
- XX ダブルエックス 美しき狩人（1994年） - 主演・紫苑(殺し屋)
- 妖女伝説セイレーン3（1995年） - 綾子
- アディオス・デスペラード 危険な賭け（1996年） - 八木沢久美(警視庁防犯部保安隊二課 警部補)
- シュガー 天使の咆哮（1996年） - 主演・コードネーム“SUGAR”(非情の天使)
- 東京ジゴロ とり憑かれた女たち（1998年）
- 七人の女（1999年、銀河映像）
- 安藤組外伝 群狼の系譜4（2000年）
- 漆黒の男たち（2018年）

### CM
- 蓼科グランドホテル
- ピップフジモト「ピップエレキバン」
- 東洋商事
- 本田技研工業
- 花王「健康エコナ」
- 三共（現：第一三共ヘルスケア）「ビトンハイ」

### ゲームソフト
- 街 〜運命の交差点〜（チュンソフト、1998年） - 日曜日役

### 雑誌グラビア
- スコラ 第309号（1994年7月14日号）
- ANNEX 第6号（スコラ・1994年8月24日号増刊）
- 特冊新鮮組 第63号（1994年9月4日号）

## 写真集
- 「蜜」久野真紀子写真集（1994年7月、平地勲撮影、スコラ） ISBN 4796201734